# Warstwa kulista

Warstwa kulista i jej parametry

Warstwa kulista – podzbiór kuli złożony z punktów znajdujących się między dwiema równoległymi płaszczyznami odległymi od środka kuli o nie więcej niż promień {\displaystyle R,} wraz z częścią wspólną kuli i tych płaszczyzn.
Niech {\displaystyle a} będzie promieniem koła wyciętego przez pierwszą płaszczyznę, {\displaystyle b} promieniem koła wyciętego przez drugą płaszczyznę, zaś {\displaystyle h} odległością między płaszczyznami. Wówczas:
- objętość:

{\displaystyle V={\frac {1}{6}}\pi h(3a^{2}+3b^{2}+h^{2}),}
- pole powierzchni (pasa sferycznego i dwóch podstaw):

{\displaystyle S=2\pi Rh+\pi a^{2}+\pi b^{2}.}
Związek między parametrami warstwy:
{\displaystyle R^{2}=a^{2}+\left({\frac {a^{2}-b^{2}-h^{2}}{2h}}\right)^{2}}
Wzór pozostaje słuszny po zamianie oznaczeń {\displaystyle a} i {\displaystyle b.} Nie ma też znaczenia, czy podstawy leżą na jednej półkuli, czy na dwóch.